# 人工衛星の軌道要素
人工衛星の軌道要素（じんこうえいせい の きどうようそ）とは、人工衛星の軌道を表すパラメータであり、次のようなものがある。
ケプラーの法則にもとづく軌道要素 (Keplerian Elements)
元期Epoch（年と日）
平均運動 ( {\displaystyle m} )Mean Motion（周回/日）
または半長径 Semi-major Axis (km)
離心率 ( {\displaystyle e} )Eccentricity（単位無し）
軌道傾斜角 ( {\displaystyle i} )Inclination（度）
昇交点赤経 ( {\displaystyle \Omega } )RAAN (Right Ascension of Ascending Node)（度）
近地点引数 ( {\displaystyle \omega } )Argument of Perigee（度）
平均近点角 ( {\displaystyle M} )Mean Anomaly（度）
NASAが発表している軌道要素の形式による。

## 軌道要素の意味
地球を周回する物体の軌道は一般に楕円形である。

### 軌道のサイズと形状
楕円の大きさと形は長径と短径で与えられる。しかし、後で述べる理由で、半長径{\displaystyle a}または平均運動{\displaystyle m}と離心率{\displaystyle e}で与えることが一般的である。離心率の定義については楕円軌道も参照のこと。

### 軌道の配置
軌道が地球および宇宙に対してどのように配置されるかを表すには、軌道傾斜角{\displaystyle i}、昇交点赤経Ω、軌道面内での楕円の主軸方向(近地点引数ω)を用いる。
Ωは赤道面内、ωは軌道面内で測った角度を表す。

### 元期における衛星の位置
（右図の説明は, 平均近点角, 真近点角などの解説ページと矛盾しているので注意。すなわち, 右図の平均近点角Mは, 上述ページの中ではEであり, 平均近点角Mではない。）
特定の日時（元期）において衛星が軌道上のどの地点にいるかを示すのが平均近点角{\displaystyle M}である 。これは、図形的には真近点角{\displaystyle v}あるいは離心近点角{\displaystyle E}のほうが理解しやすく、図のような関係にある。なお、円軌道（{\displaystyle e=0}）においては{\displaystyle M=E=v}である。
なお、平均運動（1日に軌道を周回する回数）と、軌道の（半）長径との関係はケプラーの第3法則により一意に定まるので、平均運動が軌道の大きさを示すことになる。実用上は、軌道の長径を直接測定できないが、周期（周回速度の逆数）は測定できるため、人工衛星のパラメータとしてはもっぱら平均運動を用いる。
これらの説明は、2体問題の解であるが、地球は球対称でなく、赤道半径が長い回転楕円体（扁球）に近いため、また月や太陽の重力、太陽の輻射圧により軌道要素は時々刻々と変動する(摂動)。さらに、低高度(高度800km以下)の衛星の場合、上層大気による抵抗（ドラグ）によって減速されて次第に高度が下がる。
人工衛星の高度を維持するためには、場合によってはスラスタ等の推進力を用いて加速することで下がった軌道を持ち上げる操作を行う必要がある。
軌道要素は変動するため定期的な更新が必要であり、人工衛星の運用にあたっては軌道の測定が重要である。アメリカ合衆国のNORADは定期的に大きさ10cm以上の人工天体のレーダー観測を行って軌道を測定しており、これらのうち軍事機密でないものはWebで入手可能である。このフォーマットはTLE(Two Line Element)と呼ばれる。
外部リンクに上げたCelesTrakなどで公開しているTLEの例（「みどりII」の例）
```
ADEOS II 
1 27597U 02056A 03154.76144939 -.00002335 00000-0 -96480-3 0 1637
2 27597 98.7101 228.1327 0000680 94.9473 265.1789 14.25759802 24471
```

フォーマットの解説はリンク先を参照されたい。
```
Line 1
Column Characters Description
-----  ---------- -----------
 1        1       Line No. Identification
 3        5       Catalog No.
 8        1       Security Classification
10        8       International Identification
19       14       YRDOY.FODddddd
34        1       Sign of first time derivative
35        9       1st Time Derative
45        1       Sign of 2nd Time Derivative
46        5       2nd Time Derivative
51        1       Sign of 2nd Time Derivative Exponent
52        1       Exponent of 2nd Time Derivative
54        1       Sign of Bstar/Drag Term
55        5       Bstar/Drag Term
60        1       Sign of Exponent of Bstar/Drag Term
61        1       Exponent of Bstar/Drag Term
63        1       Ephemeris Type
65        4       Element Number
69        1       Check Sum, Modulo 10

Line 2
Column Characters Description
-----  ---------- -----------
 1       1        Line No. Identification
 3       5        Catalog No.
 9       8        Inclination
18       8        Right Ascension of Ascending Node
27       7        Eccentricity with assumed leading decimal
35       8        Argument of the Perigee
44       8        Mean Anomaly
53      11        Revolutions per Day (Mean Motion)
64       5        Revolution Number at Epoch
69       1        Check Sum Modulo 10

```

## 代表的な衛星軌道に対応する軌道要素
静止軌道
軌道傾斜角=0度、離心率=0(真円)、平均運動=1回転/日
平均近点角と近地点引数=静止点の地表の経度から決まる
静止衛星で用いる。
静止トランスファ軌道
近地点が数百km、遠地点が約36,000 kmすなわち静止軌道の高度。
モルニヤ軌道
軌道傾斜角を=約63°、近地点引数=270°、平均運動=約2回/日
摂動による近地点引数の移動をほぼゼロになるよう選んだもの。
ロシアのような高緯度地域で使いやすい衛星軌道。
極軌道
軌道傾斜角が90度(順行)または270度(逆行)に近い軌道。
多くは低軌道衛星で用いられる。
（これらも具体的な衛星の軌道要素を示したほうがよい）